# مطار باكسي الدولي
مطار باكسي الدولي (إياتا:  PKZ، إيكاو: VLPS) واحد من المطارات الدولية العاملة في لاوس ويقع في محافظة تشامباساك في عاصمة المحافظة باكسي.

## شركات الطيران والوجهات
| شركـات طيـران | الوجهات                                                                            |
| ------------- | ---------------------------------------------------------------------------------- |
| طيران لاوس    | مطار تان سون نهات الدولي، مطار لوانغ برابانغ الدولي، Siem Reap ‏، مطار واتاي الدولي |
| Lao Skyway    | مطار واتاي الدولي                                                                  |